# Pierre Guidoni
Pour les articles homonymes, voir Guidoni.
Pierre Guidoni est un homme politique et diplomate français, né le 3 octobre 1941 à Montpellier (Hérault) et mort le 13 juin 2000 à Paris.
Il est devenu un des cadres dirigeants du Parti socialiste après son adhésion à la SFIO en 1962.
Député de 1978 à 1983, il a ensuite notamment occupé des postes d'ambassadeur de France en Espagne puis en Argentine.

## Biographie

### Origines et études
Pierre Paul Gabriel Guidoni naît le 3 octobre 1941 à Montpeillier dans l'Hérault.
Pierre Guidoni est licencié ès lettres et en droit, diplômé d'études supérieures en science politique et de l'Institut d'études politiques de Paris[réf. souhaitée].

### Carrière politique
Pierre Guidoni est membre du CERES, puis de Socialisme et République.
Secrétaire général (1964), puis président d’honneur (1965) de l’Union nationale des étudiants de France (UNEF), secrétaire national des étudiants socialistes SFIO (1965).
Conseiller de Paris (19e arrondissement de Paris), élu en 1971, réélu en 1977, il démissionne de ce mandat quand il est élu député de l'Aude en 1978. Vice-président de l'Assemblée nationale de 1981 à 1982, vice-président de la commission des Affaires étrangères de 1981 à 1983, il est également membre et vice-président du conseil régional du Languedoc-Roussillon de 1978 à 1983.
Il est ambassadeur en Espagne de 1983 à 1985, président de l'Institut du monde arabe de 1985 à 1986, puis ambassadeur en Argentine de 1991 à 1993.
En 1988, il est candidat en échec du PS aux élections législatives dans la deuxième circonscription de l'Aisne.
En 1991, bien qu'opposé à la guerre du Golfe, il ne suit pas Jean-Pierre Chevènement dans sa rupture avec le Parti socialiste.
Il est président de l'Office universitaire de recherche socialiste de 1997 à 2000 et vice-président de la fondation Jean-Jaurès. Il représente souvent le PS dans ses délégations à l'Internationale socialiste.

### Mort
Pierre Guidoni meurt le 13 juin 2000, à l'âge de 58 ans, dans le 18e arrondissement de Paris. Il est inhumé au cimetière de Montmartre (division 25).

## Mandats
- 3 avril 1978 - 22 mai 1981 : député de l'Aude
- 2 juillet 1981 - 27 juillet 1983 : député de l'Aude

## Publications
- Histoire du nouveau Parti socialiste, Tema, 1973
- Entretiens sur le socialisme en Espagne (avec Felipe Gonzalez), Tema, 1976
- Vie de Blanqui, Martinsart, 1977
- La Cité rouge, Privat, Toulouse, 1979
- Le socialisme et la France (sous le pseudonyme « Jacques Mandrin », avec Jean-Pierre Chevènement et Didier Motchane), 1983
- Les socialistes en Résistance (avec Robert Verdier), Séli-Arslan, Paris, 1999

## Distinctions
Officier de la Légion d'honneur
 Chevalier de l'ordre national du Mérite

## Sources
1. ↑  Frédéric Cépède, « Pierre, Paul, Gabriel Guidoni », sur maitron.fr, 22 août 2022 (consulté le 24 juillet 2023).
2. 1 2  Insee, « Pierre Paul Gabriel Guidoni dans le fichier des personnes décédées », sur deces.matchid.io (consulté le 25 décembre 2023)
3. ↑  « M. Pierre GUIDONI - Préfet hors cadre (à la date de son décès) », sur lesbiographies.com (consulté le 27 mai 2023).
4. ↑  Pierre Guidoni
5. ↑  Conseil Municipal. Débats. 26 juin 2000. 2 - Condoléances